# Clavaria stellifera
Clavaria stellifera är en svampart som beskrevs av J. Geesink & Bas 1992. Clavaria stellifera ingår i släktet Clavaria och familjen fingersvampar.   Inga underarter finns listade i Catalogue of Life.